# David Marshall
David James Marshall (5 de marzo de 1985) es un exfutbolista escocés que jugaba como guardameta.

## Selección nacional
Fue internacional con la selección de fútbol de Escocia en 47 ocasiones.
El 12 de noviembre de 2020, en la tanda de penaltis contra Serbia, paró el último con el que clasificaba a su selección para la Eurocopa 2020. Acudió al torneo y el partido de la fase de grupos frente a Croacia fue el último que jugó antes de anunciar su retiro internacional en junio de 2022.

### Participaciones en Eurocopas
| Copa          | Sede   | Resultado    | Partidos | Goles |
| ------------- | ------ | ------------ | -------- | ----- |
| Eurocopa 2020 | Europa | Primera fase | 3        | 0     |

## Clubes
| Club                      | País       | Año       |
| ------------------------- | ---------- | --------- |
| Celtic F. C.              | Escocia    | 2002-2007 |
| Norwich City F. C.        | Inglaterra | 2007-2009 |
| Cardiff City F. C.        | Gales      | 2009-2016 |
| Hull City A. F. C.        | Inglaterra | 2016-2019 |
| Wigan Athletic F. C.      | Inglaterra | 2019-2020 |
| Derby County F. C.        | Inglaterra | 2020-2022 |
| Queens Park Rangers F. C. | Inglaterra | 2022      |
| Hibernian F. C.           | Escocia    | 2022-2024 |

## Palmarés

### Campeonatos nacionales
| Título                       | Club               | País       | Año  |
| ---------------------------- | ------------------ | ---------- | ---- |
| Premier League de Escocia    | Celtic F. C.       | Escocia    | 2004 |
| Copa de Escocia              | Celtic F. C.       | Escocia    | 2004 |
| Copa de Escocia              | Celtic F. C.       | Escocia    | 2005 |
| Football League Championship | Cardiff City F. C. | Inglaterra | 2013 |